# Lista statelor semnatare ale Convenției privind Interzicerea Armelor Chimice
     Semnată și ratificată
     Aderată
     Semnată dar neratificată
     Stat nesemnatar

Participarea la Convenția privind Armele Chimice
Semnată și ratificată
Aderată
Semnată dar neratificată
Stat nesemnatar

Statele semnatare ale Convenției privind Interzicerea Armelor Chimice sunt cele care au ratificat sau au aderat la Convenția privind Interzicerea Armelor Chimice, un tratat multilateral care interzicere producerea, stocarea și folosirea armelor chimice. În plus, aceste state sunt membre ai Organizației pentru Interzicerea Armelor Chimice (OIAC).
Pe 13 ianuarie 1993, Convenția a fost deschisă pentru semnare. Fiji a devenit primul stat care a ratificat Convenția la 20 ianuarie 1993. În conformitate cu articolul 21 din Convenție, aceasta a intrat în vigoare la 29 aprilie 1997, după ce a fost ratificată de 65 de state. Convenția a fost închisă pentru semnare în ziua precedentă, iar statele care nu au semnat Convenția până atunci pot doar adera la ea. În conformitate cu articolul 21 din Convenție, pentru statele care ratifică sau aderă la Convenție după această dată, Convenția intră în vigoare la 30 de zile după depunerea instrumentului de ratificare sau de aderare.
Un total de 197 de state pot deveni părți ale Convenției privind interzicerea Armelor Chimice, inclusiv toate cele 193 de state membre ONU, Insulele Cook, Niue, Palestina și Vaticanul. În mai 2018, 193 de state au ratificat sau au aderat la Convenție (cel mai recent Palestina pe 17 mai 2018) și un alt stat (Israel) a semnat, dar nu a ratificat Convenția. Numai Egipt, Coreea de Nord și Sudanul de Sud nu au semnat și nu au aderat la Convenție. Toate cele patru membre care nu sunt părți sunt suspectate de a poseda arme chimice.
Dintre cele patru state, Sudanul de Sud a declarat în decembrie 2017 că acesta „mai are de încheiat procesul de aderare la Organizația pentru Interzicerea Armelor Chimice”. Ahmet Üzümcü, Directorul General al OIAC, a declarat că Egipt, Israel și Coreea de Nord au „motive regionale” pentru care nu aderă. Egiptul a promis să ratifice Convenția în cazul în care Israelul, singurul stat din Orientul Mijlociu despre care se crede că posedă arme nucleare, ratifică Tratatul privind neproliferarea Armelor Nucleare. În același timp, Israelul a declarat că va ratifica Convenția dacă toate celelalte state nesemnatare din regiune (practic, doar Egipt) vor face același lucru. În plus, Israelul a fost reticent în a ratifica Convenția din cauza refuzului de a acorda inspectorilor OIAC acces la bazele sale militare. Se consideră ca fiind puțin probabilă aderarea Coreei de Nord în viitorul apropiat.

## Lista statelor parte a Convenției
| Stat parte                      | Semnată            | Depusă             | Intrată în vigoare |
| ------------------------------- | ------------------ | ------------------ | ------------------ |
| Afganistan                      | 14 ianuarie 1993   | 24 septembrie 2003 | 24 octombrie 2003  |
| Africa de Sud                   | 14 ianuarie 1993   | 13 septembrie 1995 | 29 aprilie 1997    |
| Albania                         | 14 ianuarie 1993   | 11 mai 1994        | 29 aprilie 1997    |
| Algeria                         | 13 ianuarie 1993   | 14 august 1995     | 29 aprilie 1997    |
| Andorra                         | —                  | 27 februarie 2003  | 29 martie 2003     |
| Angola                          | —                  | 16 septembrie 2015 | 16 octombrie 2015  |
| Antigua și Barbuda              | —                  | 29 august 2005     | 28 septembrie 2005 |
| Arabia Saudită                  | 20 ianuarie 1993   | 9 august 1996      | 29 aprilie 1997    |
| Argentina                       | 13 ianuarie 1993   | 2 octombrie 1995   | 29 aprilie 1997    |
| Armenia                         | 19 martie 1993     | 27 ianuarie 1995   | 29 aprilie 1997    |
| Australia                       | 13 ianuarie 1993   | 6 mai 1994         | 29 aprilie 1997    |
| Austria                         | 13 ianuarie 1993   | 17 august 1995     | 29 aprilie 1997    |
| Azerbaidjan                     | 13 ianuarie 1993   | 29 februarie 2000  | 30 martie 2000     |
| Bahamas                         | 2 martie 1994      | 23 aprilie 2009    | 22 mai 2009        |
| Bahrain                         | 24 februarie 1993  | 28 aprilie 1997    | 29 aprilie 1997    |
| Bangladesh                      | 14 ianuarie 1993   | 25 aprilie 1997    | 29 aprilie 1997    |
| Barbados                        | —                  | 7 martie 2007      | 6 aprilie 2007     |
| Belarus                         | 14 ianuarie 1993   | 11 iulie 1996      | 29 aprilie 1997    |
| Belgia                          | 13 ianuarie 1993   | 27 ianuarie 1997   | 29 aprilie 1997    |
| Belize                          | —                  | 1 decembrie 2003   | 31 decembrie 2003  |
| Benin                           | 14 ianuarie 1993   | 14 mai 1998        | 13 iunie 1998      |
| Bhutan                          | 24 aprilie 1997    | 18 august 2005     | 17 septembrie 2005 |
| Bolivia                         | 14 ianuarie 1993   | 14 august 1998     | 13 septembrie 1998 |
| Bosnia și Herțegovina           | 16 ianuarie 1997   | 25 februarie 1997  | 29 aprilie 1997    |
| Botswana                        | —                  | 31 august 1998     | 30 septembrie 1998 |
| Brazilia                        | 13 ianuarie 1993   | 13 martie 1996     | 29 aprilie 1997    |
| Brunei                          | 13 ianuarie 1993   | 28 iulie 1997      | 27 august 1997     |
| Bulgaria                        | 13 ianuarie 1993   | 10 august 1994     | 29 aprilie 1997    |
| Burkina Faso                    | 14 ianuarie 1993   | 8 iulie 1997       | 7 august 1997      |
| Burundi                         | 15 ianuarie 1993   | 4 septembrie 1998  | 4 octombrie 1998   |
| Cambodgia                       | 15 ianuarie 1993   | 19 iulie 2005      | 18 august 2005     |
| Camerun                         | 14 ianuarie 1993   | 16 septembrie 1996 | 29 aprilie 1997    |
| Canada                          | 13 ianuarie 1993   | 26 septembrie 1995 | 29 aprilie 1997    |
| Capul Verde                     | 15 ianuarie 1993   | 10 octombrie 2003  | 9 noiembrie 2003   |
| Cehia                           | 14 ianuarie 1993   | 6 martie 1996      | 29 aprilie 1997    |
| Chile                           | 14 ianuarie 1993   | 12 iulie 1996      | 29 aprilie 1997    |
| China                           | 13 ianuarie 1993   | 25 aprilie 1997    | 29 aprilie 1997    |
| Ciad                            | 11 octombrie 1994  | 13 februarie 2004  | 14 martie 2004     |
| Cipru                           | 13 ianuarie 1993   | 28 august 1998     | 27 septembrie 1998 |
| Coasta de Fildeș                | 13 ianuarie 1993   | 18 decembrie 1995  | 29 aprilie 1997    |
| Columbia                        | 13 ianuarie 1993   | 5 aprilie 2000     | 5 mai 2000         |
| Comoros                         | 13 ianuarie 1993   | 18 august 2006     | 17 septembrie 2006 |
| Coreea de Sud                   | 14 ianuarie 1993   | 28 aprilie 1997    | 29 aprilie 1997    |
| Costa Rica                      | 14 ianuarie 1993   | 31 mai 1996        | 29 aprilie 1997    |
| Croația                         | 13 ianuarie 1993   | 23 mai 1995        | 29 aprilie 1997    |
| Cuba                            | 13 ianuarie 1993   | 29 aprilie 1997    | 29 mai 1997        |
| Danemarca                       | 14 ianuarie 1993   | 13 iulie 1995      | 29 aprilie 1997    |
| Djibouti                        | 28 septembrie 1993 | 25 ianuarie 2006   | 24 februarie 2006  |
| Dominica                        | 2 august 1993      | 12 februarie 2001  | 14 martie 2001     |
| Ecuador                         | 14 ianuarie 1993   | 6 septembrie 1995  | 29 aprilie 1997    |
| El Salvador                     | 14 ianuarie 1993   | 30 octombrie 1995  | 29 aprilie 1997    |
| Elveția                         | 14 ianuarie 1993   | 10 martie 1995     | 29 aprilie 1997    |
| Emiratele Arabe Unite           | 2 februarie 1993   | 28 noiembrie 2000  | 28 decembrie 2000  |
| Eritrea                         | —                  | 14 februarie 2000  | 15 martie 2000     |
| Estonia                         | 14 ianuarie 1993   | 26 mai 1999        | 25 iunie 1999      |
| Etiopia                         | 14 ianuarie 1993   | 13 mai 1996        | 29 aprilie 1997    |
| Fiji                            | 14 ianuarie 1993   | 20 ianuarie 1993   | 29 aprilie 1997    |
| Filipine                        | 13 ianuarie 1993   | 11 decembrie 1996  | 29 aprilie 1997    |
| Finlanda                        | 14 ianuarie 1993   | 7 februarie 1995   | 29 aprilie 1997    |
| Franța                          | 13 ianuarie 1993   | 2 martie 1995      | 29 aprilie 1997    |
| Gabon                           | 13 ianuarie 1993   | 8 septembrie 2000  | 8 octombrie 2000   |
| Gambia                          | 13 ianuarie 1993   | 19 mai 1998        | 18 iunie 1998      |
| Georgia                         | 14 ianuarie 1993   | 27 noiembrie 1995  | 29 aprilie 1997    |
| Germania                        | 13 ianuarie 1993   | 12 august 1994     | 29 aprilie 1997    |
| Ghana                           | 14 ianuarie 1993   | 9 iulie 1997       | 8 august 1997      |
| Grecia                          | 13 ianuarie 1993   | 22 decembrie 1994  | 29 aprilie 1997    |
| Grenada                         | 9 aprilie 1997     | 3 iunie 2005       | 3 iulie 2005       |
| Guatemala                       | 14 ianuarie 1993   | 12 februarie 2003  | 14 martie 2003     |
| Guineea                         | 14 ianuarie 1993   | 9 iunie 1997       | 9 iulie 1997       |
| Guineea Ecuatorială             | 14 ianuarie 1993   | 25 aprilie 1997    | 29 aprilie 1997    |
| Guineea-Bissau                  | 14 ianuarie 1993   | 20 mai 2008        | 19 iunie 2008      |
| Guyana                          | 6 octombrie 1993   | 12 septembrie 1997 | 12 octombrie 1997  |
| Haiti                           | 14 ianuarie 1993   | 22 februarie 2006  | 24 martie 2006     |
| Honduras                        | 13 ianuarie 1993   | 29 august 2005     | 28 septembrie 2005 |
| India                           | 14 ianuarie 1993   | 3 septembrie 1996  | 29 aprilie 1997    |
| Indonesia                       | 13 ianuarie 1993   | 12 noiembrie 1998  | 12 decembrie 1998  |
| Insulele Cook                   | 14 ianuarie 1993   | 15 iulie 1994      | 29 aprilie 1997    |
| Insulele Marshall               | 13 ianuarie 1993   | 19 mai 2004        | 18 iunie 2004      |
| Insulele Solomon                | —                  | 23 septembrie 2004 | 23 octombrie 2004  |
| Iordania                        | —                  | 29 octombrie 1997  | 28 noiembrie 1997  |
| Irak                            | —                  | 13 ianuarie 2009   | 12 februarie 2009  |
| Iran                            | 13 ianuarie 1993   | 3 noiembrie 1997   | 3 decembrie 1997   |
| Irlanda                         | 14 ianuarie 1993   | 24 iunie 1996      | 29 aprilie 1997    |
| Islanda                         | 13 ianuarie 1993   | 28 aprilie 1997    | 29 aprilie 1997    |
| Italia                          | 13 ianuarie 1993   | 8 decembrie 1995   | 29 aprilie 1997    |
| Jamaica                         | 18 aprilie 1997    | 8 septembrie 2000  | 8 octombrie 2000   |
| Japonia                         | 13 ianuarie 1993   | 15 septembrie 1995 | 29 aprilie 1997    |
| Kazahstan                       | 14 ianuarie 1993   | 23 martie 2000     | 22 aprilie 2000    |
| Kârgâzstan                      | 22 februarie 1993  | 29 septembrie 2003 | 29 octombrie 2003  |
| Kenya                           | 15 ianuarie 1993   | 25 aprilie 1997    | 29 aprilie 1997    |
| Kiribati                        | —                  | 7 septembrie 2000  | 7 octombrie 2000   |
| Kuweit                          | 27 ianuarie 1993   | 29 mai 1997        | 28 iunie 1997      |
| Laos                            | 13 mai 1993        | 25 februarie 1997  | 29 aprilie 1997    |
| Lesotho                         | 7 decembrie 1994   | 7 decembrie 1994   | 29 aprilie 1997    |
| Letonia                         | 6 mai 1993         | 23 iulie 1996      | 29 aprilie 1997    |
| Liban                           | —                  | 20 noiembrie 2008  | 20 decembrie 2008  |
| Liberia                         | 15 ianuarie 1993   | 23 februarie 2006  | 25 martie 2006     |
| Libia                           | —                  | 6 ianuarie 2004    | 5 februarie 2004   |
| Liechtenstein                   | 21 iulie 1993      | 24 noiembrie 1999  | 24 decembrie 1999  |
| Lituania                        | 13 ianuarie 1993   | 15 aprilie 1998    | 15 mai 1998        |
| Luxemburg                       | 13 ianuarie 1993   | 15 aprilie 1997    | 29 aprilie 1997    |
| Macedonia                       | —                  | 20 iunie 1997      | 20 iulie 1997      |
| Madagascar                      | 15 ianuarie 1993   | 20 octombrie 2004  | 19 noiembrie 2004  |
| Malaezia                        | 13 ianuarie 1993   | 20 aprilie 2000    | 20 mai 2000        |
| Malawi                          | 14 ianuarie 1993   | 11 iunie 1998      | 11 iulie 1998      |
| Maldive                         | 1 octombrie 1993   | 31 mai 1994        | 29 aprilie 1997    |
| Mali                            | 13 ianuarie 1993   | 28 aprilie 1997    | 29 aprilie 1997    |
| Malta                           | 13 ianuarie 1993   | 28 aprilie 1997    | 29 aprilie 1997    |
| Maroc                           | 13 ianuarie 1993   | 28 decembrie 1995  | 29 aprilie 1997    |
| Mauritania                      | 13 ianuarie 1993   | 9 februarie 1998   | 11 martie 1998     |
| Mauritius                       | 14 ianuarie 1993   | 9 februarie 1993   | 29 aprilie 1997    |
| Mexic                           | 13 ianuarie 1993   | 29 august 1994     | 29 aprilie 1997    |
| Micronesia                      | 13 ianuarie 1993   | 21 iunie 1999      | 21 iulie 1999      |
| Moldova                         | 13 ianuarie 1993   | 8 iulie 1996       | 29 aprilie 1997    |
| Monaco                          | 13 ianuarie 1993   | 1 iunie 1995       | 29 aprilie 1997    |
| Mongolia                        | 14 ianuarie 1993   | 17 ianuarie 1995   | 29 aprilie 1997    |
| Mozambic                        | —                  | 15 august 2000     | 14 septembrie 2000 |
| Muntenegru                      | —                  | 23 octombrie 2006  | 3 iunie 2006       |
| Myanmar                         | 14 ianuarie 1993   | 8 iulie 2015       | 7 august 2015      |
| Namibia                         | 13 ianuarie 1993   | 27 noiembrie 1995  | 29 aprilie 1997    |
| Nauru                           | 13 ianuarie 1993   | 12 noiembrie 2001  | 12 decembrie 2001  |
| Nepal                           | 19 ianuarie 1993   | 18 noiembrie 1997  | 18 decembrie 1997  |
| Nicaragua                       | 9 martie 1993      | 5 noiembrie 1999   | 5 decembrie 1999   |
| Niger                           | 14 ianuarie 1993   | 9 aprilie 1997     | 29 aprilie 1997    |
| Nigeria                         | 13 ianuarie 1993   | 20 mai 1999        | 19 iunie 1999      |
| Niue                            | —                  | 21 aprilie 2005    | 21 mai 2005        |
| Norvegia                        | 13 ianuarie 1993   | 7 aprilie 1994     | 29 aprilie 1997    |
| Noua Zeelandă                   | 14 ianuarie 1993   | 15 iulie 1996      | 29 aprilie 1997    |
| Oman                            | 2 februarie 1993   | 8 februarie 1995   | 29 aprilie 1997    |
| Pakistan                        | 13 ianuarie 1993   | 28 octombrie 1997  | 27 noiembrie 1997  |
| Palau                           | —                  | 3 februarie 2003   | 5 martie 2003      |
| Palestina                       | —                  | 17 mai 2018        | 16 iunie 2018      |
| Panama                          | 16 iunie 1993      | 7 octombrie 1998   | 6 noiembrie 1998   |
| Papua Noua Guinee               | 14 ianuarie 1993   | 17 aprilie 1996    | 29 aprilie 1997    |
| Paraguay                        | 14 ianuarie 1993   | 1 decembrie 1994   | 29 aprilie 1997    |
| Peru                            | 14 ianuarie 1993   | 20 iulie 1995      | 29 aprilie 1997    |
| Polonia                         | 13 ianuarie 1993   | 23 august 1995     | 29 aprilie 1997    |
| Portugalia                      | 13 ianuarie 1993   | 10 septembrie 1996 | 29 aprilie 1997    |
| Qatar                           | 1 februarie 1993   | 3 septembrie 1997  | 3 octombrie 1997   |
| Regatul Unit                    | 13 ianuarie 1993   | 13 mai 1996        | 29 aprilie 1997    |
| Republica Centrafricană         | 14 ianuarie 1993   | 20 septembrie 2006 | 20 octombrie 2006  |
| Republica Congo                 | 15 ianuarie 1993   | 4 decembrie 2007   | 3 ianuarie 2008    |
| Republica Democrată Congo       | 14 ianuarie 1993   | 12 octombrie 2005  | 11 noiembrie 2005  |
| Republica Dominicană            | 13 ianuarie 1993   | 27 martie 2009     | 26 aprilie 2009    |
| România                         | 13 ianuarie 1993   | 15 februarie 1995  | 29 aprilie 1997    |
| Rusia                           | 13 ianuarie 1993   | 5 noiembrie 1997   | 5 decembrie 1997   |
| Rwanda                          | 17 mai 1993        | 31 martie 2004     | 30 aprilie 2004    |
| Samoa                           | 14 ianuarie 1993   | 27 septembrie 2002 | 27 octombrie 2002  |
| San Marino                      | 13 ianuarie 1993   | 10 decembrie 1999  | 9 ianuarie 2000    |
| Senegal                         | 13 ianuarie 1993   | 20 iulie 1998      | 19 august 1998     |
| Serbia                          | —                  | 20 aprilie 2000    | 20 mai 2000        |
| Seychelles                      | 15 ianuarie 1993   | 7 aprilie 1993     | 29 aprilie 1997    |
| Sfânta Lucia                    | 29 martie 1993     | 9 aprilie 1997     | 29 aprilie 1997    |
| Sfântul Cristofor și Nevis      | 16 martie 1994     | 21 mai 2004        | 20 iunie 2004      |
| Sfântul Vicențiu și Grenadinele | 20 septembrie 1993 | 18 septembrie 2002 | 18 octombrie 2002  |
| Sierra Leone                    | 15 ianuarie 1993   | 30 septembrie 2004 | 30 octombrie 2004  |
| Singapore                       | 14 ianuarie 1993   | 21 mai 1997        | 20 iunie 1997      |
| Siria                           | —                  | 14 septembrie 2013 | 14 octombrie 2013  |
| Slovacia                        | 14 ianuarie 1993   | 27 octombrie 1995  | 29 aprilie 1997    |
| Slovenia                        | 14 ianuarie 1993   | 11 iunie 1997      | 11 iulie 1997      |
| Somalia                         | —                  | 29 mai 2013        | 28 iunie 2013      |
| Spania                          | 13 ianuarie 1993   | 3 august 1994      | 29 aprilie 1997    |
| Sri Lanka                       | 14 ianuarie 1993   | 19 august 1994     | 29 aprilie 1997    |
| Statele Unite                   | 13 ianuarie 1993   | 25 aprilie 1997    | 29 aprilie 1997    |
| Sudan                           | —                  | 24 mai 1999        | 23 iunie 1999      |
| Suedia                          | 13 ianuarie 1993   | 17 iunie 1993      | 29 aprilie 1997    |
| Surinam                         | 28 aprilie 1997    | 28 aprilie 1997    | 29 aprilie 1997    |
| Swaziland                       | 23 septembrie 1993 | 20 noiembrie 1996  | 29 aprilie 1997    |
| São Tomé și Príncipe            | —                  | 9 septembrie 2003  | 9 octombrie 2003   |
| Tadjikistan                     | 14 ianuarie 1993   | 11 ianuarie 1995   | 29 aprilie 1997    |
| Tailanda                        | 14 ianuarie 1993   | 10 decembrie 2002  | 9 ianuarie 2003    |
| Tanzania                        | 25 februarie 1994  | 25 iunie 1998      | 25 iulie 1998      |
| Timorul de Est                  | —                  | 7 mai 2003         | 6 iunie 2003       |
| Togo                            | 13 ianuarie 1993   | 23 aprilie 1997    | 29 aprilie 1997    |
| Tonga                           | —                  | 29 mai 2003        | 28 iunie 2003      |
| Trinidad și Tobago              | —                  | 24 iunie 1997      | 24 iulie 1997      |
| Tunisia                         | 13 ianuarie 1993   | 15 aprilie 1997    | 29 aprilie 1997    |
| Turcia                          | 14 ianuarie 1993   | 12 mai 1997        | 11 iunie 1997      |
| Turkmenistan                    | 12 octombrie 1993  | 29 septembrie 1994 | 29 aprilie 1997    |
| Tuvalu                          | —                  | 19 ianuarie 2004   | 18 februarie 2004  |
| Țările de Jos                   | 14 ianuarie 1993   | 30 iunie 1995      | 29 aprilie 1997    |
| Ucraina                         | 13 ianuarie 1993   | 16 octombrie 1998  | 15 noiembrie 1998  |
| Uganda                          | 14 ianuarie 1993   | 30 noiembrie 2001  | 30 decembrie 2001  |
| Ungaria                         | 13 ianuarie 1993   | 31 octombrie 1996  | 29 aprilie 1997    |
| Uruguay                         | 15 ianuarie 1993   | 6 octombrie 1994   | 29 aprilie 1997    |
| Uzbekistan                      | 24 noiembrie 1995  | 23 iulie 1996      | 29 aprilie 1997    |
| Vanuatu                         | —                  | 16 septembrie 2005 | 16 octombrie 2005  |
| Vatican                         | 14 ianuarie 1993   | 12 mai 1999        | 11 iunie 1999      |
| Venezuela                       | 14 ianuarie 1993   | 3 decembrie 1997   | 2 ianuarie 1998    |
| Vietnam                         | 13 ianuarie 1993   | 30 septembrie 1998 | 30 octombrie 1998  |
| Yemen                           | 8 februarie 1993   | 2 octombrie 2000   | 1 noiembrie 2000   |
| Zambia                          | 13 ianuarie 1993   | 9 februarie 2001   | 11 martie 2001     |
| Zimbabwe                        | 13 ianuarie 1993   | 25 aprilie 1997    | 29 aprilie 1997    |

## State care au semnat dar nu au ratificat
- Israel – 13 ianuarie 1993

## State care nu sunt parte a Convenției
Următoarele state sunt eligibile pentru a deveni părți ale Convenției, dar nu au aderat la ea:
- Egipt
- Coreea de Nord
- Sudanul de Sud

## State cu recunoaștere limitată
- Republica China – deși nu este eligibilă pentru a deveni parte a Convenției, din cauza recunoașterii limitate, aceasta a declarat că încearcă să se conformeze prevederilor Convenției.[13]

## Legături externe
- OPCW Member States